# Засорино
Засорино — деревня в Кичменгско-Городецком районе Вологодской области.
Входит в состав Енангского сельского поселения, с точки зрения административно-территориального деления — в Нижнеенангский сельсовет.
Расстояние по автодороге до районного центра Кичменгского Городка составляет 57 км, до центра муниципального образования Нижнего Енангска — 5 км. Ближайшие населённые пункты — Климовщина, Харюково, Митино, Аксеновщина, Ивакино.
Население по данным переписи 2002 года — 21 человек (8 мужчин, 13 женщин). Всё население — русские.